# Madarassy György Tamás
Madarassy György Tamás (Nagybánya, 1947. augusztus 25. –) festőművész.

## Tanulmányai
Elemi iskoláját Nagybányán végezte, majd 1961-ben a kolozsvári Művészeti Szakközépiskolába került. 1966-ban érettségizett, majd 1968–1974 között Kolozsváron az Ion Andreescu Képzőművészeti Akadémia festészet szakán tanult, Miklóssy Gábor tanítványaként. Diplomáját itt szerezte, 1974-ben.

## Oktatás
Egyetemi tanulmányai után a művészet mellett oktatott is. 1974–1978 között Kapnikbányán (Románia), majd 1978–1988 a nagybányai Textilipari Líceumban. 1988-ban áttelepült Magyarországra,  majd  1990–2010 között a nyíregyházi Művészeti Középiskola és Kollégium festészet tanára volt. Itt 2008–2010 között a Képzőművészeti tagozat tagozatvezetői posztját töltötte be.

## Kiállításai
Egyéni kiállítások:
- 1974-1988. Nagybányán 12 alkalommal
- 1977. Bukarest
- 1980. Szatmár
- 1981. Kolozsvár
- 1989. Nyíregyháza
- 1993. Rovigó, Olaszország
- 1994. Kecskemét
- 1995. Heringen, Németország
- 1996. Martonvásár, Románia
- 1996. Nagybánya, Románia
- 1998. Sopron
- 1999. Nyíregyháza
- 2002. Braunfels, Németország
- 2003. Siófok, Budapest, Nagybánya, Nyíregyháza
- 2004. Nyíregyháza
- 2005. Tokaj
- 2006. Szerencs, Nyíregyháza
- 2007. Nagybánya, Nyíregyháza
- 2008. Pál Gyula terem, Nyíregyháza

Közös kiállítások:
- 1974 - 1988. Tavaszi és Őszi Tárlatok Nagybányán
- 1977. Bukarest, Románia
- 1975. Pitesti, Románia
- 1978. Kolozsvár, Románia
- 1980. Bukarest, Gyula, Nagyvárad, Szatmár
- 1986. Bukarest
- 1989. Békéscsaba, Alföldi Tárlat
- 1989. Nyíregyháza
- 1990. Salgótarján
- 1991. Debrecen
- 1993. Debrecen
- 1994. Przemysl
- 1994. Nyíregyháza
- 1995. Budapest
- 1995. Nyíregyháza
- 1996. Nagybánya
- 1998. Hatvan
- 1999. Nyíregyháza
- 2001. Nyíregyháza
- 2002. Nagybánya
- 2003. Szatmárnémeti
- 2005. Budapest, Vaja, Tokaj
- 2008. Szatmárnémeti

## Díjai
- 1976 Káplár Miklós díj, Hajdúböszörmény
- 1990 Nívó díj, Nyíregyháza
- 2005 Nagybánya Város Művészetéért díj, Nagybánya
- 2011 VI. Megyei Príma-díj, Képzőművészet kategóriában, Szabolcs-Szatmár-Bereg megye